# Stewie Goes for a Drive
«Stewie Goes for a Drive» (с англ. — «Стьюи катается») — четвёртая серия десятого сезона мультсериала «Гриффины». Премьерный показ состоялся 6 ноября 2011 года на канале FOX.

## Сюжет
Питер с Лоис возвращаются из больницы. Они встречают Райана Рейнольдса, который просит показать дорогу. Выясняется, что Райан поселился напротив дома Гриффинов. Он делает много комплиментов Питеру, приглашает его на свою вечеринку в честь заселения (при этом очень недоволен тем, что с ним пришла Лоис). Райан приглашает Питера в ресторан, там он пытается его поцеловать, но Питер вовремя сбегает.
Лоис не верит Питеру, когда он говорит ей о том, что Райан влюбился в него. Тогда Питер решает легко "отшить" Райана. Придя к нему домой, он рассказывает все как есть. Но Райан возмущен словами Питера: его тянет к Гриффину, как мужчину тянет женщина, но он не гей. Райан просит Питера покинуть свой дом.
Брайан и Стьюи возвращаются домой на машине. Стьюи просит оставить его в машине, ему хочется дослушать песню до конца. Брайан уходит, оставляя Стьюи одного в машине. Случайно сдвинув коробку передач, Стьюи заставляет машину сдвинуться с места. Он понимает, что теперь знает, как водить машину. В следующий раз Стьюи незаметно забирает у Брайана ключи от машины, пока тот сидит над написанием нового рассказа. Посадив Руперта в детское кресло, по пути он говорит ему, что попробует выиграть билеты на концерт Джастина Бибера. Стьюи отвлекается от дороги, и машина врезается в столб. Стьюи в порядке — подушки безопасности сработали, не причинив Стьюи вреда для здоровья. Однако машина разбита вдребезги. Пригнав Приус к дому, Стьюи понимает, что Брайан будет очень зол на него. Так и есть: Брайан, увидев, что произошло с его автомобилем, говорит Стьюи, что обязательно все расскажет Питеру и Лоис. Стьюи рыдает, понимая, что его очень сильно за это накажут. Тогда он решает сбежать из дома, оставив Брайану видео, в котором говорит, что ушел навсегда.
Стьюи на автобусе попадает в совершенно незнакомое ему место, но тут его находит Косуэлла, которая ранее работала у Гриффинов горничной. Она забирает малыша к себе домой, где играется праздник в честь её родственников. В этот момент в доме появляется Брайан, который объясняет Стьюи, что смог его найти по нюху, он всегда забывает о своей способности находить людей по запаху. Но не все так просто: Брайана пытаются прогнать, но Стьюи, выхватив пистолет у сына Консуэллы, стреляет в ногу Консуэлле, заставляя всех гостей лечь на пол. Брайан и Стьюи вместе едут домой.
Питер очень жалеет о том, что он наговорил Райану, но тот уже уехал из Куахога.

## Рейтинги
- Рейтинг эпизода составил 3.0.
- Эпизод посмотрело порядка 5.73 миллиона человек.
- Рейтинги немного снизились по сравнению с предыдущим эпизодом.

## Критика
- Кевин МакФарланд из A.V Club высказался негативно относительно сюжетных линий с приглашенными звездами, такими, как Райан Рейнольдс. Также он подверг критике две сюжетные линии, говоря о том, что обе они не закончены логически. Он дал эпизоду очень низкую оценку, C-.[1]
- Террон Мур из Ology раскритиковал эпизод за отсутствие сюжетных линий Мег и Криса, но похвалил за интересный сюжет про Стьюи.[2] Мур отметил смешную сюжетную линию с участием Рейнольдса: «Все довольно смешно, но и весь сюжет с Райаном основан на том, что вам нравится Райан Рейнольдс и его иногда гомоэротический юмор, который я могу по достоинству оценить.».[2]. Он закончил словами: «Не лучший эпизод, но есть определенное улучшение по сравнению с тем, что было неделей ранее...»
- Энди Нойеншвандер из Yidio дал неоднозначную оценку эпизоду, он писал: «Что-то странное происходит, когда знаменитость появляется в «Гриффинах» и играет саму себя. Я не знаю, что это точно такое, но просто все становится как-то не так. Этот эпизод с участием Райана Рейнольдса только подтвердил это чувство».[3] Также он сравнил "Гриффинов" с "Симпсонами", говоря о том, что «там, если появляются знаменитости, они просто играют самих себя, и это нормально». Он сказал, что в «Гриффинах» присутствует некоторое искажение личностей знаменитостей.[3]